# Secondo trittico di Valle Castellana
Il Secondo trittico di Valle Castellana è un dipinto a tempera e oro su tavola (133x130 cm) di Carlo Crivelli, databile al 1472 circa e conservato nella Pinacoteca civica di Ascoli Piceno. È firmato in basso al centro "OPVS KAROLI CRIVELLI VENETI".

## Storia
L'opera proviene dalla chiesa di San Vito a Valle Castellana, in provincia di Teramo, come il Primo trittico di Valle Castellana, col quale condivide anche lo stato di conservazione lacunoso. È ritenuta opera autografa, con l'esclusione del Drey (1927), che la riferì invece a Pietro Alemanno e ritenne la firma falsa (in realtà è solo ridipinta). Di opinione contraria furono però Berenson e tutta la critica seguente, vicina stilisticamente al Polittico di Sant'Emidio per il Duomo di Ascoli.

## Descrizione e stile
Il trittico è composto da una Madonna in trono col Bambino al centro, accompagnata da una piccola santa Lucia e dai piccolissimi committenti. Ai lati sant'Antonio Abate e san Sebastiano, vestito da gentiluomo e impugnante una freccia.
Come nella Madonna di Corridonia e in altre opere di quegli anni, l'artista accantonò momentaneamente il fondo oro, stendendo un colore rosso uniforme e stese dei drappi alle spalle dei santi, ora dorati, ora decorati da ricami e damascature. Variata è l'espressione dei santi, il loro atteggiamento espressivo e la loro fisionomia. Sebastiano in particolare porta un caschetto alla "sforzesca", come andava di moda in quegli anni nel Ducato di Milano; il suo stesso vestito e i suoi gesti delicati riflettono il raffinato mondo delle corti principesche. Vivo è il Bambino, che sta disteso sulle braccia della madre e, con un polso sotto il mento, si volta in basso per benedire le committenti, di poco più grandi della mela appoggiata vicino a loro, simbolo del peccato originale. Permangono quindi stilemi arcaici, nel pannello centrale, come le proporzioni gerarchiche.